# Championnats d'Europe de natation 1926
Navigation
Édition suivante
La 1re édition des Championnats d'Europe de natation se déroule du 18 au 22 août 1926 à Budapest en Hongrie. La capitale hongroise accueille pour la première fois cet événement organisé par la Ligue européenne de natation. Trois disciplines de la natation — natation sportive le plongeon et le water-polo — figurent au programme, composé de 9 épreuves.

## Tableau des médailles
| Rang  | Nation             | Or | Argent | Bronze | Total |
| ----- | ------------------ | -- | ------ | ------ | ----- |
| 1     | Allemagne          | 5  | 3      | 4      | 12    |
| 2     | Suède              | 2  | 3      | 3      | 8     |
| 3     | Royaume de Hongrie | 2  | 2      | 0      | 4     |
| 4     | Belgique           | 0  | 1      | 0      | 1     |
| 5     | Tchécoslovaquie    | 0  | 0      | 1      | 1     |
| 6     | Royaume-Uni        | 0  | 0      | 1      | 1     |
| Total | Total              | 9  | 9      | 9      | 27    |

## Natation

### Tableau des médailles en natation
| Rang  | Nation             | Or | Argent | Bronze | Total |
| ----- | ------------------ | -- | ------ | ------ | ----- |
| 1     | Allemagne          | 3  | 2      | 3      | 8     |
| 2     | Suède              | 2  | 1      | 3      | 6     |
| 3     | Royaume de Hongrie | 1  | 2      | 0      | 3     |
| 4     | Belgique           | 0  | 1      | 0      | 1     |
| Total | Total              | 6  | 6      | 6      | 18    |

### Résultats (hommes)
| Épreuve         | Or                                                                                         | Argent                                                                        | Bronze                                                            |
| Nage libre      |                                                                                            |                                                                               |                                                                   |
| 100 m libre     | István Bárány (HUN) 1 min 1 s                                                              | Arne Borg (SWE) 1 min 1 s 20                                                  | Georg Werner (SWE) 1 min 3 s 80                                   |
| 400 m libre     | Arne Borg (SWE) 5 min 14 s 20                                                              | Herbert Heinrich (GER) 5 min 21 s 60                                          | Friedel Berges (GER) 5 min 25 s 60                                |
| 1500 m libre    | Arne Borg (SWE) 21 min 29 s 20                                                             | Friedel Berges (GER) 22 min 8 s 40                                            | Joachim Rademacher (GER) 22 min 19 s                              |
| Dos             |                                                                                            |                                                                               |                                                                   |
| 100 m dos       | Gustav Frölich (GER) 1 min 16 s                                                            | Károly Bartha (HUN) 1 min 16 s 40                                             | Eskil Lundahl (SWE) 1 min 17 s 40                                 |
| Brasse          |                                                                                            |                                                                               |                                                                   |
| 200 m brasse    | Erich Rademacher (GER) 2 min 52 s 60                                                       | Louis Van Parijs (BEL) 2 min 54 s 80                                          | Wilhelm Prasse (GER) 3 min 0 s 20                                 |
| Relais          |                                                                                            |                                                                               |                                                                   |
| 4 × 200 m libre | Allemagne August Heitmann Joachim Rademacher Friedel Berges Herbert Heinrich 9 min 57 s 20 | Hongrie Zoltán Bitskey András Wanié Geza Szigritz István Bárány 10 min 3 s 40 | Suède Georg Werner Åke Borg Eskil Lundahl Arne Borg 10 min 6 s 80 |

## Water-polo
| Épreuve | Médaille d'or | Médaille d'argent | Médaille de bronze |
| Hommes  | Hongrie       | Suède             | Allemagne          |

## Plongeon
| Épreuve        | Médaille d'or     | Médaille d'argent   | Médaille de bronze  |
| Tremplin à 3 m | Arthur Mund (GER) | Josef Lechnir (GER) | Július Balász (TCH) |
| Plateforme     | Hans Luber (GER)  | Helge Öberg (SWE)   | Albert Knight (GBR) |